# 가쓰이 고바치로
가쓰이 고바치로(勝井 五八郎, かつい ごはちろう, 분카 12년 1월 12일(1815년 2월 20일) - 게이오 원년 5월 2일 (1865년 5월 26일))는, 일본 에도 시대 말기(막말)의 쓰시마 후추번의 가로이다. 휘는 가즈치카(員周, かずちか). 일반적으로 가쓰이 소동의 지도자로 알려져있다.
아버지는 가쓰이 고로키치(勝井五郎吉). 여동생 타미(たみ)는 소 요시요리의 측실로 소 요시아키라의 생모이다.
덴포 3년 (1832년) 9월부터 무봉록으로 봉공을 시작한다. 고카(弘化) 4년(1847년)에 여동생 타미가 아들(훗날의 소 요시아키라)를 낳았고, 그 이전에 다른 측실인 미도리(碧)가 낳은 가쓰치요(勝千代)와의 사이 세자 다툼이 발생한다. 승리 치요가 세자가 되었으며, 안세이 6년(1859년)에 가쓰치요는 사망하였다. 그래서 고바치로는 번정 개혁을 실시해, 요시요리의 측실 미도리와 그 지지파들을 배제한다. 분큐 2년(1862년) 8월, 쓰시마 후추번을 탈번한 42명의 낭사를 지원하고 에도에 있던 후추 번의 가로(家老) 사스 이오리(佐須伊織)을 죽였다. 분큐 3년(1863년) 4월 우마와리(馬廻)에 취임하여 집권한다.
같은 해 5월 교토 쌍림사에서 열린 재경번회의(在京藩会議)에서 좌막론을 전개하면서 오우라 노리노스케 · 히라타 오에(平田大江) 등 존왕양이파와 충돌을 일으켰다. 겐지(建治) 원년(1864년) 3월, 소바요닌에서 대감정집무로 승진하였다. 4월, 오우라의 아들 사쿠베에(作兵衛)에 자객을 보내 그를 자살로 몰아 넣었다. 9월 29일, 오우라 등을 탄핵하기 위해 동지 26 명과 함께 쓰시마 후추번의 영지인 히젠 국 다시로(田代)를 출발, 10월 13일에 쓰시마 니시노하마(西ノ浜)에 상륙하여 소 요시아키라를 끼고 쿠데타를 일으켜 존왕양이파를 탄압하기 시작하였다. 11월에는 오가로(奥家老, 석고 1100석)이 된다.
게이오 원년(1865년) 4월 29일 밤 히구치 겐노조(樋口謙之亮) 등 29명에 의해 측근 3명이 살해된다. 히구치가 대표로 번주 요시아키라에게 이를 보고하였고, 요시아키라는 그들에게 고바치로 주살을 명령했다. 5월 2일, 산으로 일단 피신했던 가쓰이 고바치로는 밤에 집으로 돌아왔다가 피살되었다.